# Château-d'Oex
Château-d'Oex és un municipi de Suïssa del cantó de Vaud, situat al districte de la Riviera-Pays-d'Enhaut.